# Erik Thorstvedt
Erik Thorstvedt (Stavanger, 28 ottobre 1962) è un ex calciatore e preparatore atletico norvegese, di ruolo portiere.
Considerato il miglior portiere norvegese di tutti i tempi, con 97 presenze in nazionale maggiore è uno dei giocatori che detiene più presenze con la nazionale della Norvegia.

## Biografia
Fu il testimonial del videogioco FIFA Soccer 95. È il padre di Kristian Thorstvedt, anch'egli calciatore.

## Carriera

### Club
Ha difeso i pali di Eik-Tønsberg, Viking, Borussia Mönchengladbach, IFK Göteborg e Tottenham Hotspur. Faceva parte della rosa dell'IFK Göteborg che vinse il campionato svedese nel 1987. Fu anche il primo norvegese a conquistare la FA Cup con la maglia del Tottenham nel 1991.
Thorstvedt difendeva i pali del Viking nella finale di Norgesmesterskapet nel 1984 contro il Fredrikstad; in quell'occasione, Per Egil Ahlsen del Fredrikstad lo sorprese con un calcio piazzato da 40 metri.
Thorstvedt è stato costretto al ritiro nel 1996, a seguito di una serie di infortuni.

### Nazionale
Ha debuttato in Nazionale il 13 novembre 1982 nell'amichevole persa per 1-0 contro il Kuwait. Successivamente è stato convocato per i Mondiali del 1994, in cui era il titolare della Norvegia, uscita al primo turno.
Ha giocato con la Norvegia per altri 2 anni, racimolando complessivamente 97 presenze.

## Dopo il ritiro
Dopo la sua carriera da giocatore, ha lavorato come preparatore dei portieri per la nazionale, e ha avuto una breve esperienza come DS al Viking. In seguito ha lavorato come commentatore per Canal+. È stato anche allenatore per il Tufte IL, una squadra appositamente creata per un reality show (Heia Tufte!, TVNorge).

## Statistiche

### Cronologia presenze e reti in nazionale
| Cronologia completa delle presenze e delle reti in nazionale ― Norvegia | Cronologia completa delle presenze e delle reti in nazionale ― Norvegia | Cronologia completa delle presenze e delle reti in nazionale ― Norvegia | Cronologia completa delle presenze e delle reti in nazionale ― Norvegia | Cronologia completa delle presenze e delle reti in nazionale ― Norvegia | Cronologia completa delle presenze e delle reti in nazionale ― Norvegia | Cronologia completa delle presenze e delle reti in nazionale ― Norvegia | Cronologia completa delle presenze e delle reti in nazionale ― Norvegia |
| Data                                                                    | Città                                                                   | In casa                                                                 | Risultato                                                               | Ospiti                                                                  | Competizione                                                            | Reti                                                                    | Note                                                                    |
| ----------------------------------------------------------------------- | ----------------------------------------------------------------------- | ----------------------------------------------------------------------- | ----------------------------------------------------------------------- | ----------------------------------------------------------------------- | ----------------------------------------------------------------------- | ----------------------------------------------------------------------- | ----------------------------------------------------------------------- |
| 13-11-1982                                                              | Al Kuwait                                                               | Kuwait                                                                  | 1 – 0                                                                   | Norvegia                                                                | Amichevole                                                              | -1                                                                      |                                                                         |
| 19-5-1983                                                               | Århus                                                                   | Danimarca                                                               | 2 – 2                                                                   | Norvegia                                                                | Qual. Olimpiadi 1984                                                    | -2                                                                      |                                                                         |
| 18-8-1983                                                               | Oslo                                                                    | Norvegia                                                                | 0 – 0                                                                   | Romania                                                                 | Amichevole                                                              | -                                                                       | 46’                                                                     |
| 17-8-1983                                                               | Oslo                                                                    | Norvegia                                                                | 1 – 1                                                                   | Danimarca                                                               | Qual. Olimpiadi 1984                                                    | -1                                                                      | Ammonizione                                                             |
| 21-9-1983                                                               | Oslo                                                                    | Norvegia                                                                | 0 – 0                                                                   | Galles                                                                  | Qual. Euro 1984                                                         | -                                                                       |                                                                         |
| 26-10-1983                                                              | Moss                                                                    | Norvegia                                                                | 4 – 2                                                                   | Finlandia                                                               | Qual. Olimpiadi 1984                                                    | -2                                                                      |                                                                         |
| 29-10-1983                                                              | Stavanger                                                               | Norvegia                                                                | 1 – 1                                                                   | Germania Est                                                            | Qual. Olimpiadi 1984                                                    | -1                                                                      |                                                                         |
| 9-11-1983                                                               | Poznań                                                                  | Polonia                                                                 | 1 – 0                                                                   | Norvegia                                                                | Qual. Olimpiadi 1984                                                    | -1                                                                      |                                                                         |
| 1-5-1984                                                                | Ettelbruck                                                              | Lussemburgo                                                             | 0 – 2                                                                   | Norvegia                                                                | Amichevole                                                              | -                                                                       |                                                                         |
| 23-5-1984                                                               | Székesfehérvár                                                          | Ungheria                                                                | 0 – 0                                                                   | Norvegia                                                                | Amichevole                                                              | -                                                                       |                                                                         |
| 6-6-1984                                                                | Trondheim                                                               | Norvegia                                                                | 1 – 0                                                                   | Galles                                                                  | Amichevole                                                              | -                                                                       |                                                                         |
| 20-6-1984                                                               | Reykjavík                                                               | Islanda                                                                 | 0 – 1                                                                   | Norvegia                                                                | Amichevole                                                              | -                                                                       |                                                                         |
| 29-7-1984                                                               | Boston                                                                  | Norvegia                                                                | 0 – 0                                                                   | Cile                                                                    | Olimpiadi 1984 - 1º turno                                               | -                                                                       |                                                                         |
| 31-7-1984                                                               | Boston                                                                  | Francia                                                                 | 2 – 1                                                                   | Norvegia                                                                | Olimpiadi 1984 - 1º turno                                               | -2                                                                      |                                                                         |
| 2-8-1984                                                                | Boston                                                                  | Qatar                                                                   | 0 – 2                                                                   | Norvegia                                                                | Olimpiadi 1984 - 1º turno                                               | -                                                                       |                                                                         |
| 29-8-1984                                                               | Drammen                                                                 | Norvegia                                                                | 1 – 1                                                                   | Polonia                                                                 | Amichevole                                                              | -1                                                                      |                                                                         |
| 12-9-1984                                                               | Oslo                                                                    | Norvegia                                                                | 0 – 1                                                                   | Svizzera                                                                | Qual. Mondiali 1986                                                     | -1                                                                      |                                                                         |
| 26-9-1984                                                               | Copenaghen                                                              | Danimarca                                                               | 1 – 0                                                                   | Norvegia                                                                | Qual. Mondiali 1986                                                     | -1                                                                      |                                                                         |
| 10-10-1984                                                              | Oslo                                                                    | Norvegia                                                                | 1 – 1                                                                   | Unione Sovietica                                                        | Qual. Mondiali 1986                                                     | -1                                                                      |                                                                         |
| 17-10-1984                                                              | Oslo                                                                    | Norvegia                                                                | 1 – 0                                                                   | Irlanda                                                                 | Qual. Mondiali 1986                                                     | -                                                                       |                                                                         |
| 17-12-1984                                                              | Il Cairo                                                                | Egitto                                                                  | 0 – 1                                                                   | Norvegia                                                                | Amichevole                                                              | -                                                                       |                                                                         |
| 26-2-1985                                                               | Wrexham                                                                 | Galles                                                                  | 1 – 1                                                                   | Norvegia                                                                | Amichevole                                                              | -1                                                                      |                                                                         |
| 17-4-1985                                                               | Francoforte sull'Oder                                                   | Germania Est                                                            | 1 – 0                                                                   | Norvegia                                                                | Amichevole                                                              | -1                                                                      |                                                                         |
| 1-5-1985                                                                | Dublino                                                                 | Irlanda                                                                 | 1 – 0                                                                   | Norvegia                                                                | Qual. Mondiali 1986                                                     | -1                                                                      |                                                                         |
| 14-8-1985                                                               | Oslo                                                                    | Norvegia                                                                | 0 – 1                                                                   | Germania Est                                                            | Amichevole                                                              | -1                                                                      |                                                                         |
| 10-9-1985                                                               | Oslo                                                                    | Norvegia                                                                | 3 – 0                                                                   | Egitto                                                                  | Amichevole                                                              | -                                                                       |                                                                         |
| 25-9-1985                                                               | Lecce                                                                   | Italia                                                                  | 1 – 2                                                                   | Norvegia                                                                | Amichevole                                                              | -1                                                                      |                                                                         |
| 16-10-1985                                                              | Oslo                                                                    | Norvegia                                                                | 1 – 5                                                                   | Danimarca                                                               | Qual. Mondiali 1986                                                     | -5                                                                      |                                                                         |
| 30-10-1985                                                              | Mosca                                                                   | Unione Sovietica                                                        | 1 – 0                                                                   | Norvegia                                                                | Qual. Mondiali 1986                                                     | -1                                                                      |                                                                         |
| 13-11-1985                                                              | Lucerna                                                                 | Svizzera                                                                | 1 – 1                                                                   | Norvegia                                                                | Qual. Mondiali 1986                                                     | -1                                                                      |                                                                         |
| 30-4-1986                                                               | Oslo                                                                    | Norvegia                                                                | 1 – 0                                                                   | Argentina                                                               | Amichevole                                                              | -                                                                       |                                                                         |
| 13-5-1986                                                               | Oslo                                                                    | Norvegia                                                                | 1 – 0                                                                   | Danimarca                                                               | Amichevole                                                              | -                                                                       |                                                                         |
| 4-6-1986                                                                | Bucarest                                                                | Romania                                                                 | 3 – 1                                                                   | Norvegia                                                                | Amichevole                                                              | -2                                                                      | 46’                                                                     |
| 9-9-1986                                                                | Oslo                                                                    | Norvegia                                                                | 0 – 0                                                                   | Ungheria                                                                | Amichevole                                                              | -                                                                       |                                                                         |
| 24-9-1986                                                               | Oslo                                                                    | Norvegia                                                                | 0 – 0                                                                   | Germania Est                                                            | Qual. Euro 1988                                                         | -                                                                       |                                                                         |
| 17-12-1984                                                              | Breslavia                                                               | Polonia                                                                 | 4 – 1                                                                   | Norvegia                                                                | Amichevole                                                              | -4                                                                      |                                                                         |
| 28-5-1987                                                               | Oslo                                                                    | Norvegia                                                                | 0 – 0                                                                   | Italia                                                                  | Amichevole                                                              | -                                                                       |                                                                         |
| 3-6-1987                                                                | Oslo                                                                    | Norvegia                                                                | 0 – 1                                                                   | Unione Sovietica                                                        | Qual. Euro 1988                                                         | -1                                                                      |                                                                         |
| 16-6-1987                                                               | Oslo                                                                    | Norvegia                                                                | 2 – 0                                                                   | Francia                                                                 | Qual. Euro 1988                                                         | -                                                                       |                                                                         |
| 12-8-1987                                                               | Oslo                                                                    | Norvegia                                                                | 0 – 0                                                                   | Svezia                                                                  | Amichevole                                                              | -                                                                       |                                                                         |
| 9-9-1987                                                                | Reykjavík                                                               | Islanda                                                                 | 2 – 1                                                                   | Norvegia                                                                | Qual. Euro 1988                                                         | -2                                                                      |                                                                         |
| 23-9-1987                                                               | Oslo                                                                    | Norvegia                                                                | 0 – 1                                                                   | Islanda                                                                 | Qual. Euro 1988                                                         | -1                                                                      |                                                                         |
| 14-10-1987                                                              | Parigi                                                                  | Francia                                                                 | 1 – 1                                                                   | Norvegia                                                                | Qual. Euro 1988                                                         | -1                                                                      |                                                                         |
| 1-6-1988                                                                | Oslo                                                                    | Norvegia                                                                | 0 – 0                                                                   | Irlanda                                                                 | Amichevole                                                              | -                                                                       |                                                                         |
| 28-7-1988                                                               | Oslo                                                                    | Norvegia                                                                | 1 – 1                                                                   | Brasile                                                                 | Amichevole                                                              | -1                                                                      |                                                                         |
| 9-8-1988                                                                | Oslo                                                                    | Norvegia                                                                | 1 – 1                                                                   | Bulgaria                                                                | Amichevole                                                              | -1                                                                      |                                                                         |
| 14-9-1988                                                               | Oslo                                                                    | Norvegia                                                                | 1 – 2                                                                   | Scozia                                                                  | Qual. Mondiali 1990                                                     | -2                                                                      |                                                                         |
| 28-9-1988                                                               | Parigi                                                                  | Francia                                                                 | 1 – 0                                                                   | Norvegia                                                                | Qual. Mondiali 1990                                                     | -1                                                                      |                                                                         |
| 19-10-1988                                                              | Pescara                                                                 | Italia                                                                  | 2 – 1                                                                   | Norvegia                                                                | Amichevole                                                              | -2                                                                      | Ammonizione                                                             |
| 2-11-1988                                                               | Limassol                                                                | Cipro                                                                   | 0 – 3                                                                   | Norvegia                                                                | Qual. Mondiali 1990                                                     | -                                                                       |                                                                         |
| 4-11-1988                                                               | Bratislava                                                              | Cecoslovacchia                                                          | 3 – 2                                                                   | Norvegia                                                                | Amichevole                                                              | -2                                                                      | 18’                                                                     |
| 2-5-1989                                                                | Oslo                                                                    | Norvegia                                                                | 0 – 3                                                                   | Polonia                                                                 | Amichevole                                                              | -3                                                                      |                                                                         |
| 21-5-1989                                                               | Oslo                                                                    | Norvegia                                                                | 3 – 1                                                                   | Cipro                                                                   | Qual. Mondiali 1990                                                     | -1                                                                      |                                                                         |
| 23-8-1989                                                               | Oslo                                                                    | Norvegia                                                                | 0 – 0                                                                   | Grecia                                                                  | Amichevole                                                              | -                                                                       |                                                                         |
| 5-9-1989                                                                | Oslo                                                                    | Norvegia                                                                | 1 – 1                                                                   | Francia                                                                 | Qual. Mondiali 1990                                                     | -1                                                                      |                                                                         |
| 11-10-1989                                                              | Sarajevo                                                                | Jugoslavia                                                              | 1 – 0                                                                   | Norvegia                                                                | Qual. Mondiali 1990                                                     | -1                                                                      |                                                                         |
| 15-11-1989                                                              | Glasgow                                                                 | Scozia                                                                  | 1 – 1                                                                   | Norvegia                                                                | Qual. Mondiali 1990                                                     | -1                                                                      |                                                                         |
| 7-2-1990                                                                | Ta' Qali                                                                | Malta                                                                   | 1 – 1                                                                   | Norvegia                                                                | Amichevole                                                              | -1                                                                      | cap.                                                                    |
| 27-3-1990                                                               | Belfast                                                                 | Irlanda del Nord                                                        | 2 – 3                                                                   | Norvegia                                                                | Amichevole                                                              | -2                                                                      | cap.                                                                    |
| 22-8-1990                                                               | Stavanger                                                               | Norvegia                                                                | 1 – 2                                                                   | Svezia                                                                  | Amichevole                                                              | -2                                                                      |                                                                         |
| 12-9-1990                                                               | Mosca                                                                   | Unione Sovietica                                                        | 2 – 0                                                                   | Norvegia                                                                | Qual. Euro 1992                                                         | -2                                                                      |                                                                         |
| 10-10-1990                                                              | Bergen                                                                  | Norvegia                                                                | 0 – 0                                                                   | Ungheria                                                                | Qual. Euro 1992                                                         | -                                                                       |                                                                         |
| 31-10-1990                                                              | Oslo                                                                    | Norvegia                                                                | 6 – 1                                                                   | Camerun                                                                 | Amichevole                                                              | -1                                                                      |                                                                         |
| 14-11-1990                                                              | Nicosia                                                                 | Cipro                                                                   | 0 – 3                                                                   | Norvegia                                                                | Qual. Euro 1992                                                         | -                                                                       |                                                                         |
| 1-5-1991                                                                | Oslo                                                                    | Norvegia                                                                | 3 – 0                                                                   | Cipro                                                                   | Qual. Euro 1992                                                         | -                                                                       |                                                                         |
| 23-5-1991                                                               | Oslo                                                                    | Norvegia                                                                | 1 – 0                                                                   | Romania                                                                 | Amichevole                                                              | -                                                                       |                                                                         |
| 5-6-1991                                                                | Oslo                                                                    | Norvegia                                                                | 2 – 1                                                                   | Italia                                                                  | Qual. Euro 1992                                                         | -1                                                                      |                                                                         |
| 28-8-1991                                                               | Oslo                                                                    | Norvegia                                                                | 0 – 1                                                                   | Unione Sovietica                                                        | Qual. Euro 1992                                                         | -1                                                                      |                                                                         |
| 25-9-1991                                                               | Oslo                                                                    | Norvegia                                                                | 2 – 3                                                                   | Cecoslovacchia                                                          | Amichevole                                                              | -3                                                                      | cap.                                                                    |
| 13-11-1991                                                              | Genova                                                                  | Italia                                                                  | 1 – 1                                                                   | Norvegia                                                                | Qual. Euro 1992                                                         | -1                                                                      |                                                                         |
| 9-9-1992                                                                | Oslo                                                                    | Norvegia                                                                | 10 – 0                                                                  | San Marino                                                              | Qual. Mondiali 1994                                                     | -                                                                       |                                                                         |
| 23-9-1992                                                               | Oslo                                                                    | Norvegia                                                                | 2 – 1                                                                   | Paesi Bassi                                                             | Qual. Mondiali 1994                                                     | -1                                                                      |                                                                         |
| 7-10-1992                                                               | Serravalle                                                              | San Marino                                                              | 0 – 2                                                                   | Norvegia                                                                | Qual. Mondiali 1994                                                     | -                                                                       |                                                                         |
| 14-10-1992                                                              | Londra                                                                  | Inghilterra                                                             | 1 – 1                                                                   | Norvegia                                                                | Qual. Mondiali 1994                                                     | -1                                                                      |                                                                         |
| 30-3-1993                                                               | Doha                                                                    | Qatar                                                                   | 1 – 6                                                                   | Norvegia                                                                | Amichevole                                                              | -1                                                                      |                                                                         |
| 2-6-1993                                                                | Oslo                                                                    | Norvegia                                                                | 2 – 0                                                                   | Inghilterra                                                             | Qual. Mondiali 1994                                                     | -                                                                       |                                                                         |
| 9-6-1993                                                                | Rotterdam                                                               | Paesi Bassi                                                             | 0 – 0                                                                   | Norvegia                                                                | Qual. Mondiali 1994                                                     | -                                                                       |                                                                         |
| 8-9-1993                                                                | Oslo                                                                    | Norvegia                                                                | 1 – 0                                                                   | Stati Uniti                                                             | Amichevole                                                              | -                                                                       | cap.                                                                    |
| 22-9-1993                                                               | Oslo                                                                    | Norvegia                                                                | 1 – 0                                                                   | Polonia                                                                 | Qual. Mondiali 1994                                                     | -                                                                       |                                                                         |
| 10-11-1993                                                              | Istanbul                                                                | Turchia                                                                 | 2 – 1                                                                   | Norvegia                                                                | Qual. Mondiali 1994                                                     | -2                                                                      |                                                                         |
| 19-1-1994                                                               | San Diego                                                               | Costa Rica                                                              | 0 – 0                                                                   | Norvegia                                                                | Amichevole                                                              | -                                                                       | cap.                                                                    |
| 22-5-1994                                                               | Londra                                                                  | Inghilterra                                                             | 0 – 0                                                                   | Norvegia                                                                | Amichevole                                                              | -                                                                       | 86’                                                                     |
| 1-6-1994                                                                | Oslo                                                                    | Norvegia                                                                | 2 – 1                                                                   | Danimarca                                                               | Amichevole                                                              | -1                                                                      |                                                                         |
| 5-6-1994                                                                | Stoccolma                                                               | Svezia                                                                  | 2 – 0                                                                   | Norvegia                                                                | Amichevole                                                              | -2                                                                      |                                                                         |
| 19-6-1994                                                               | Washington                                                              | Messico                                                                 | 0 – 1                                                                   | Norvegia                                                                | Mondiali 1994 - 1º turno                                                | -                                                                       |                                                                         |
| 23-6-1994                                                               | New York                                                                | Norvegia                                                                | 0 – 1                                                                   | Italia                                                                  | Mondiali 1994 - 1º turno                                                | -                                                                       |                                                                         |
| 28-6-1994                                                               | New York                                                                | Norvegia                                                                | 0 – 0                                                                   | Irlanda                                                                 | Mondiali 1994 - 1º turno                                                | -                                                                       |                                                                         |
| 12-10-1994                                                              | Oslo                                                                    | Norvegia                                                                | 1 – 1                                                                   | Paesi Bassi                                                             | Qual. Euro 1996                                                         | -1                                                                      | cap.                                                                    |
| 6-2-1995                                                                | Larnaca                                                                 | Estonia                                                                 | 0 – 7                                                                   | Norvegia                                                                | Amichevole                                                              | -                                                                       | cap. 46’                                                                |
| 29-3-1995                                                               | Lussemburgo                                                             | Lussemburgo                                                             | 0 – 2                                                                   | Norvegia                                                                | Qual. Euro 1996                                                         | -                                                                       | cap.                                                                    |
| 25-5-1995                                                               | Oslo                                                                    | Norvegia                                                                | 3 – 2                                                                   | Ghana                                                                   | Amichevole                                                              | -2                                                                      | cap.                                                                    |
| 7-6-1995                                                                | Oslo                                                                    | Norvegia                                                                | 2 – 0                                                                   | Malta                                                                   | Qual. Euro 1996                                                         | -                                                                       | cap.                                                                    |
| 22-7-1995                                                               | Oslo                                                                    | Norvegia                                                                | 0 – 0                                                                   | Francia                                                                 | Amichevole                                                              | -                                                                       | cap.                                                                    |
| 16-8-1995                                                               | Oslo                                                                    | Norvegia                                                                | 1 – 1                                                                   | Rep. Ceca                                                               | Qual. Euro 1996                                                         | -1                                                                      | cap.                                                                    |
| 6-9-1995                                                                | Praga                                                                   | Rep. Ceca                                                               | 2 – 0                                                                   | Norvegia                                                                | Qual. Euro 1996                                                         | -2                                                                      | cap.                                                                    |
| 11-10-1995                                                              | Oslo                                                                    | Norvegia                                                                | 0 – 0                                                                   | Inghilterra                                                             | Amichevole                                                              | -                                                                       | cap.                                                                    |
| 27-3-1996                                                               | Belfast                                                                 | Irlanda del Nord                                                        | 0 – 2                                                                   | Norvegia                                                                | Amichevole                                                              | -                                                                       | 46’                                                                     |
| Totale                                                                  |                                                                         | Presenze (4º posto)                                                     | 97                                                                      |                                                                         | Reti                                                                    | -81                                                                     |                                                                         |

## Palmarès

### Individuale
- Calciatore norvegese dell'anno: 1

1990
- Coppa d'Inghilterra: 1

Tottenham: 1990-1991
- Community Shield: 1

Tottenham: 1991
- Gullklokka

1994